# Smirnenski, Montana
Smirnenski (în bulgară Смирненски) este un sat în comuna Brusarți, regiunea Montana,  Bulgaria. 

## Demografie
Componența etnică a satului Smirnenski
     Bulgari (98,59%)
     Nicio identificare (0,6%)
     Altele (0,8%)
La recensământul din 2011, populația satului Smirnenski era de 497 locuitori. Din punct de vedere etnic, majoritatea locuitorilor (98,59%) erau bulgari. Pentru 0,6% din locuitori nu este cunoscută apartenența etnică.